# Gouvernement al-Jalali
République arabe syrienne
 al-Bachir (transition)
Le gouvernement al-Jalali a été formé après sa nomination par le président de la République arabe syrienne le 23 septembre 2024 et le nouveau Conseil des ministres a prêté serment le 24 septembre 2024, après les élections parlementaires syriennes de 2024 qui se sont tenues le 15 juillet 2024,. Il est formé par l'homme politique syrien Mohammad Ghazi al-Jalali.
Ce gouvernement a remplacé le gouvernement intérimaire formé en juillet 2024. Il était le 96e gouvernement depuis que la Syrie a obtenu son indépendance de l'Empire ottoman en 1918 et le neuvième et dernier sous la présidence de Bachar al-Assad, ainsi que le dernier gouvernement de la Syrie baasiste.

## Formation
Le 14 septembre 2024, le président syrien Bachar al-Assad publie un décret chargeant Mohammad Ghazi al-Jalali de former un nouveau gouvernement. Le 23 septembre 2024, le président Bachar al-Assad publie un décret créant le nouveau gouvernement avec Mohammad Ghazi al-Jalali à sa tête.
Après la chute du régime Assad le 8 décembre 2024, Mohammad Ghazi al-Jalali a continué d'exercer ses fonctions de Premier ministre par intérim en attendant la formation d'un gouvernement de transition syrien.

## Composition
| Portefeuille                                                                               | Titulaire | Titulaire                       | Parti                               |
| ------------------------------------------------------------------------------------------ | --------- | ------------------------------- | ----------------------------------- |
| Premier ministre                                                                           |           | Mohammad Ghazi al-Jalali        | Parti Baas                          |
| Ministre de la Défense                                                                     |           | Ali Mahmoud Abbas               | Parti Baas                          |
| Ministre des Affaires étrangères et des Expatriés                                          |           | Bassam al-Sabbagh               | Parti Baas                          |
| Ministère de la Santé                                                                      |           | Ahmad Damiriyah                 | Indépendant                         |
| Ministère de l'Agriculture et de la Réforme agraire                                        |           | Fayez al-Miqdad                 | Indépendant                         |
| Ministère de l'Électricité                                                                 |           | Sinjar Taama                    | Indépendant                         |
| Ministre du Pétrole et des Ressources minérales                                            |           | Firas Hassan Kaddour            | Indépendant                         |
| Ministre de la Culture                                                                     |           | Diala Barakat                   | PSNS                                |
| Ministre de l'Information                                                                  |           | Ziad Ghosn                      | Indépendant                         |
| Ministre des Awqaf (dotations religieuses)                                                 |           | Mohammad Abdul-Sattar al-Sayyed | Indépendant                         |
| Ministère du Transport                                                                     |           | Zouhair Khazim                  | Indépendant                         |
| Ministre de la Justice                                                                     |           | Ahmad al-Sayyed                 | Indépendant                         |
| Ministre de l'Industrie                                                                    |           | Mohammad Samer al-Khalil        | Indépendant                         |
| Ministère de l'Intérieur                                                                   |           | Mohammad Khaled al-Rahmoun      | Parti Baas                          |
| Ministre des Communications et de la Technologie                                           |           | Iyad Mohammad al-Khatib         | Indépendant                         |
| Ministre des Ressources hydriques                                                          |           | Moataz Qattan                   | Indépendant                         |
| Ministre du Travail et des Affaires sociales                                               |           | Samar al-Sebai                  | Indépendant                         |
| Ministre des Travaux publics et du Logement                                                |           | Hamza Ali                       | Indépendant                         |
| Ministre de l'Administration locale et de l'Environnement                                  |           | Louay Kharibah                  | Indépendant                         |
| Ministre de l'Éducation                                                                    |           | Muhammad Amer Mardini           | Indépendant                         |
| Ministre de l'Enseignement supérieur                                                       |           | Bassam Hasan                    | Indépendant                         |
| Ministre des Finances                                                                      |           | Riad Abdel Ra'ouf               | Indépendant                         |
| Ministre de l'Économie et du Commerce extérieur                                            |           | Mohammad Rabie Qalaaji          | Indépendant                         |
| Ministre du Commerce intérieur et de la Protection des consommateurs                       |           | Louay Imad al-Munajjid          | Indépendant                         |
| Ministre du Tourisme                                                                       |           | Mohammad Rami Radwan Martini    | Indépendant                         |
| Ministre du Développement administratif                                                    |           | Salam Mohammad al-Saffaf        | Indépendant                         |
| Ministre d'État chargé des affaires de l'Assemblée du peuple                               |           | Ahmed Mohammad Bustaji          | Parti communiste syrien unifié      |
| Ministre adjoint chargé des Investissements, des Projets vitaux et du Développement du Sud |           | Ahmad Hadla                     | Parti de l'Union démocratique arabe |